# Blätter für deutsche und internationale Politik
Die Blätter für deutsche und internationale Politik (Abkürzung: „Blätter“) sind eine deutsche politische Fachzeitschrift, die seit 1956 erscheint.

## Geschichte

### Gründung und erste Jahre
Die Zeitschrift wurde im November 1956 aus dem Umfeld des neutralistischen Deutschen Klubs 1954 von Karl Graf von Westphalen, Hermann Etzel, Paul Neuhöffer und Manfred Pahl-Rugenstein gegründet. Sie erschien in den beiden ersten Jahren, bis zu dessen Konkurs, im Kölner Verlag Dörr, danach im Pahl-Rugenstein Verlag. Aus den ersten Jahren stammt die Einschätzung des Theologen Karl Barth, der sie „eine Insel der Vernunft in einem Meer von Unsinn“ nannte – ein Zitat, auf das sich die Zeitschrift noch heute bezieht.
In den Blättern schrieben viele Autoren aus der Marburger Schule. Im Zuge der Westdeutschen Studentenbewegung der 1960er Jahre entwickelte sich die Zeitschrift zum einflussreichen Medium der Linken in Westdeutschland. Der Bayernkurier bezeichnete sie als „Zentralorgan der APO“. Mitte der 1980er Jahre hatte die Zeitschrift mehr als 15.000 Abonnenten.
Im Rahmen der Westarbeit der DDR dienten die Blätter der Regierung der DDR als Medium zur Propagierung ihrer Politik  in der Bundesrepublik. Die Redaktion war politisch und finanziell von der SED abhängig, die leitenden Redakteure stimmten auch die inhaltliche Gestaltung mit der SED ab. Bis 1989 wurde die Zeitschrift von der SED über den Pahl-Rugenstein Verlag wesentlich mitfinanziert. Als dieser Ende 1989 in Konkurs ging, gelang der Zeitschrift – anders als anderen Publikationen des Verlages – mit immer noch fast 11.000 Abonnenten der Übergang in einen Eigenverlag.

### Nach dem Ende der DDR
Schon 1988 wurde eine „Blätter-Gesellschaft“ in der Rechtsform einer Gesellschaft bürgerlichen Rechts (GbR) gegründet, um die Zeitschrift von Verlagen unabhängig machen zu können. Seit 1989 werden die „Blätter“ in eigener Regie von der Blätter-Verlagsgesellschaft herausgebracht, die ursprünglich von der Redaktion gegründet worden war. Träger ist heute die „Gesellschaft zur Förderung politisch-wissenschaftlicher Publizistik und demokratischer Initiativen e. V.“, die auch kurz als „Blätter-Gesellschaft“ (früher: „Blätter-Förderverein“) bezeichnet wird.
In einer Erklärung von Intellektuellen, publiziert im Juni 1996 in der Zeit, heißt es: „Diese Zeitschrift steht für republikanisch-demokratische Grundsätze, für eine über bündnispolitische und ökonomische Bindungen hinausgehende Westorientierung des Landes wie für soziale Gerechtigkeit und nachhaltige Entwicklung.“
Nach der Gründung der Zeitschrift im Jahr 1956 lag die Redaktion bei Karl D. Bredthauer und seit 2003 bei Albrecht von Lucke, der schon vorher als Korrespondent für die „Blätter“ tätig war. Im Jahr 2004 erfolgte der Umzug der Redaktion von Bonn nach Berlin. Der Redaktion gehörten im März 2021 Anne Britt Arps, Daniel Leisegang, Albrecht von Lucke, Annett Mängel und Steffen Vogel an.
Die Zeitschrift ist Kooperationspartner des Internetportals Eurozine und verleiht unregelmäßig den Demokratiepreis.

## Inhalte
Der Schwerpunkt der Zeitschrift besteht traditionell aus den beiden Teilen „Kommentare und Berichte“ zu aktuellen innen- und außenpolitischen Themen sowie „Analysen und Alternativen“ mit längeren Aufsätzen. Wichtige politische Dokumente werden seit dem Jahrgang 2011 nicht mehr in der gedruckten Ausgabe, sondern nur noch auf der Website des Verlags publiziert. Das gilt auch für die Kurzfassung des jährlichen Wirtschaftsgutachtens („Memorandum“) der Arbeitsgruppe Alternative Wirtschaftspolitik, die bis dahin jeweils in der Mai-Ausgabe der „Blätter“ dokumentiert worden war. Weiterhin zeichnet die Redaktion eine Chronik der politischen Ereignisse nach, die laufend fortgeschrieben wird; über Querverweise können längerfristige Entwicklungen verfolgt werden. Neuerdings gibt es auch Buchbesprechungen und besondere Debattenbeiträge. Auf der Website der Zeitschrift werden ausgewählte Beiträge im Volltext bereitgestellt.

## Leserschaft
Die gedruckte Auflage betrug im März 2021 12.500 Exemplare. In die Verbreitung gehen 12.000 Exemplare, davon werden 11.700 Exemplare verkauft.
Einer Leserumfrage aus dem Jahr 2017 zufolge positioniert sich die Mehrheit der Leserschaft „im links-ökologischen politischen Spektrum“. Die Leser sind recht gleichmäßig über das Bundesgebiet verteilt. Rund 40 % arbeiten als Angestellte. Auch Rentner (20 %) und Studenten (14 %) bilden einen signifikanten Teil. Die Leserschaft ist gekennzeichnet von einem „vergleichsweise hohen Haushaltsnettoeinkommen“: 19 % stehen monatlich mehr als 5.000 Euro zur Verfügung, bei 31 % sind es zwischen 3.000 und 5.000 Euro und bei 22 % zwischen 2.000 und 3.000 Euro. 62 % der Leserschaft nutzen Tageszeitungen, um aktuelle Informationen zu beziehen. Zwei Drittel sind zudem „gesellschaftlich aktiv“, beispielsweise in Gewerkschaften oder Parteien.

## Herausgeber
Der Herausgeberkreis bestand im März 2021 aus: 
Von 1970 bis zu seinem Tod im Jahr 2020 gehörte Gerhard Stuby zum Herausgeberkreis.
seit 1982
- Rudolf Hickel

seit 1986
- Rainer Rilling

seit 1990
- Claus Leggewie
- Jens Reich
- Irene Runge
- Friedrich Schorlemmer
- Rosemarie Will

seit 1997
- Micha Brumlik
- Dan Diner
- Jürgen Habermas

seit Januar 1998
- Detlef Hensche
- Ingeborg Maus
- Karen Schönwälder

seit Mai 2011
- Katajun Amirpur
- Seyla Benhabib
- Peter Bofinger
- Ulrich Brand
- Saskia Sassen
- Hans-Jürgen Urban

Bei der Gründung bestand der Herausgeberkreis aus
- Franz Beyer
- Reimar von Bonin
- Ulrich W. Döring
- Helmut Dörr
- Joseph Emonds
- Hermann Etzel
- Hildegard Fehlhaber
- Georg Groeninger
- Johannes Hessen
- Hans Joachim Iwand
- Karl Klammt
- Hanfried Lenz
- Manfred Pahl-Rugenstein (von 1956 bis 1990)
- Franz Rauhut
- Hermann Rauschning
- Hans Rheinfelder
- Franz Paul Schneider
- Ernst Schwarz
- Heinz Sitta
- Hermann Strathmann
- Leo Weismantel
- Johannes Weidenheim
- Karl Graf von Westphalen

Im Laufe der 1960er Jahre traten dem Herausgeberkreis bei:
- Anton Neuhäusler
- Harold Rasch
- Viktor Renner
- Helmut Ridder
- Ernst Wolf
- Knut Nevermann
- Fritz Strassmann

Weitere Mitherausgeber waren 
- Norman Birnbaum
- Wilfried von Bredow
- Helga Deppe-Wolfinger
- Günter Gaus
- Ute Holzkamp-Osterkamp
- Jörg Huffschmid
- Urs Jaeggi
- Walter Jens
- Gerhard Kade
- Walter Kreck
- Reinhard Kühnl
- Jutta Menschik
- Klaus Naumann
- Reinhard Opitz
- Marie Veit

## Autoren (Auswahl)
Die Redaktion veröffentlichte eine Liste von zweihundert Autoren, die mit dem Hinweis endet, dass noch viele andere in den Blättern geschrieben haben. Aus dieser Liste sind folgende Autoren ausgewählt, die das Spektrum politischer Positionen zeigen können:
- Wolfgang Abendroth
- Franziska Augstein
- Ernst Bloch
- Noam Chomsky
- James K. Galbraith
- Sebastian Haffner
- Petra Kelly
- Oskar Lafontaine
- Adolf Muschg
- Oliver Nachtwey
- Oskar Negt
- Uta Ranke-Heinemann
- Jan Philipp Reemtsma
- Hermann Scheer
- Alfred Sohn-Rethel
- Harald Welzer

## Democracy Lecture
Von 2014 bis 2019 veranstaltete die Zeitschrift jährlich die Democracy Lecture. Es handelte sich um den Vortrag eines politischen Autors zu einer Neuerscheinung mit anschließender Diskussion. Eingeladen waren:
- 2014: Thomas Piketty: „Das Ende des Kapitalismus im 21. Jahrhundert.“[21]
- 2015: Naomi Klein: „Die Entscheidung: Kapital vs. Klima.“[22]
- 2016: Paul Mason: „Nach dem Kapitalismus?!“[23]
- 2017: Wendy Brown: „Demokratie unter Beschuss. Der apokalyptische Populismus.“[24]
- 2018: Richard Sennett: „Der Kampf um die Stadt.“[25]
- 2019: Luiz Ruffato: „Brasilien – der neue Faschismus?“[26]

## Monografien
- Blätter für deutsche und internationale Politik (Hrsg.): Der Sound des Sachzwangs. Der Globalisierungs-Reader. Verlag Edition Blätter, Berlin 2006, ISBN 978-3-98049-253-9.
- Blätter für deutsche und internationale Politik (Hrsg.): Das Ende des Kasino-Kapitalismus? Globalisierung und Krise. Verlag Edition Blätter, Berlin 2009, ISBN 978-3-98049-255-3.
- Blätter für deutsche und internationale Politik (Hrsg.): Exit. Mit Links aus der Krise. Verlag Edition Blätter, Berlin 2011, ISBN 978-3-98049-256-0.
- Blätter für deutsche und internationale Politik (Hrsg.): Mehr geht nicht! Der Postwachstums-Reader. Verlag Edition Blätter, Berlin 2015, ISBN 978-3-98049-259-1.
- Blätter für deutsche und internationale Politik (Hrsg.): Unsere letzte Chance. Der Reader zur Klimakrise. Blätter Verlagsgesellschaft, Berlin 2019, ISBN 978-3-98213-230-3.
- Blätter für deutsche und internationale Politik (Hrsg.): Heiße neue Welt. Der Planet am Limit. Blätter Verlagsgesellschaft, Berlin 2023, ISBN 978-3-9821323-2-7.